# Karlovy Vary dolní nádraží
Karlovy Vary dolní nádraží je dopravním uzlem města Karlovy Vary. Nachází se na pravém břehu řeky Ohře na rozmezí Tuhnic a obchodně správního centra v nadmořské výšce 371 m n. m. Spojuje v sobě funkce jednak železniční stanice, jednak autobusového uzlu pro meziměstskou a městskou dopravu.

## Vlastní stavba
V roce 1945 byla obě velká karlovarská nádraží cílem spojeneckého bombardování. Zejména po třetí vlně bylo Dolní nádraží poškozeno tak, že většina budov musela být stržena (včetně depa). Původní budova byla v 80. letech 20. století zbořena a nahrazena novější.[zdroj?]
Dnešní podoba budovy terminálu pochází z konce 80. let, kdy byla zahájena stavba nové budovy v podobě, jakou má dnes. Dokončena byla však až v roce 2001 z financí, jež poskytla Evropská unie. Historické depo v západní části bylo v roce 2013 zcela zbořeno.
Objekt vlastní většinovým podílem České dráhy a. s. (kolem 60 %), menšími podíly město Karlovy Vary (kolem 30 %) a ČSAD autobusy Plzeň a. s. (asi 7 %).

## Železniční doprava
Dolní nádraží je výchozí pro trať 149 Karlovy Vary dolní nádraží - Mariánské Lázně, Krásný Jez - Horní Slavkov-Kounice a trať 142 do Johanngeorgenstadtu. Vedle této trati je spojeno s Horním nádražím (označené v síti ČD jako Karlovy Vary), tím i s tratí 140. Železnice sem dorazila v roce 1898, kdy byly spojeny Mariánské Lázně s Karlovými Vary. V následujících letech bylo budováno spojení s nádražím v Rybářích, jež sestává z jednoho tunelu a dvou mostů. Asi 200 metrů od Horního nádraží podjíždí Trať 140.
Budoucnost nádraží závisí na revitalizaci, možnému rozšíření západočeské železniční sítě o trať Karlovy Vary – Bečov nad Teplou – Plzeň a otázce řešení vedené trati 140. Byla totiž navrhována varianta přeložky této trati, kdy by přes dolní nádraží jezdily všechny vlaky. Předpokládaná cena se pohybuje kolem jedné miliardy korun.[zdroj?]

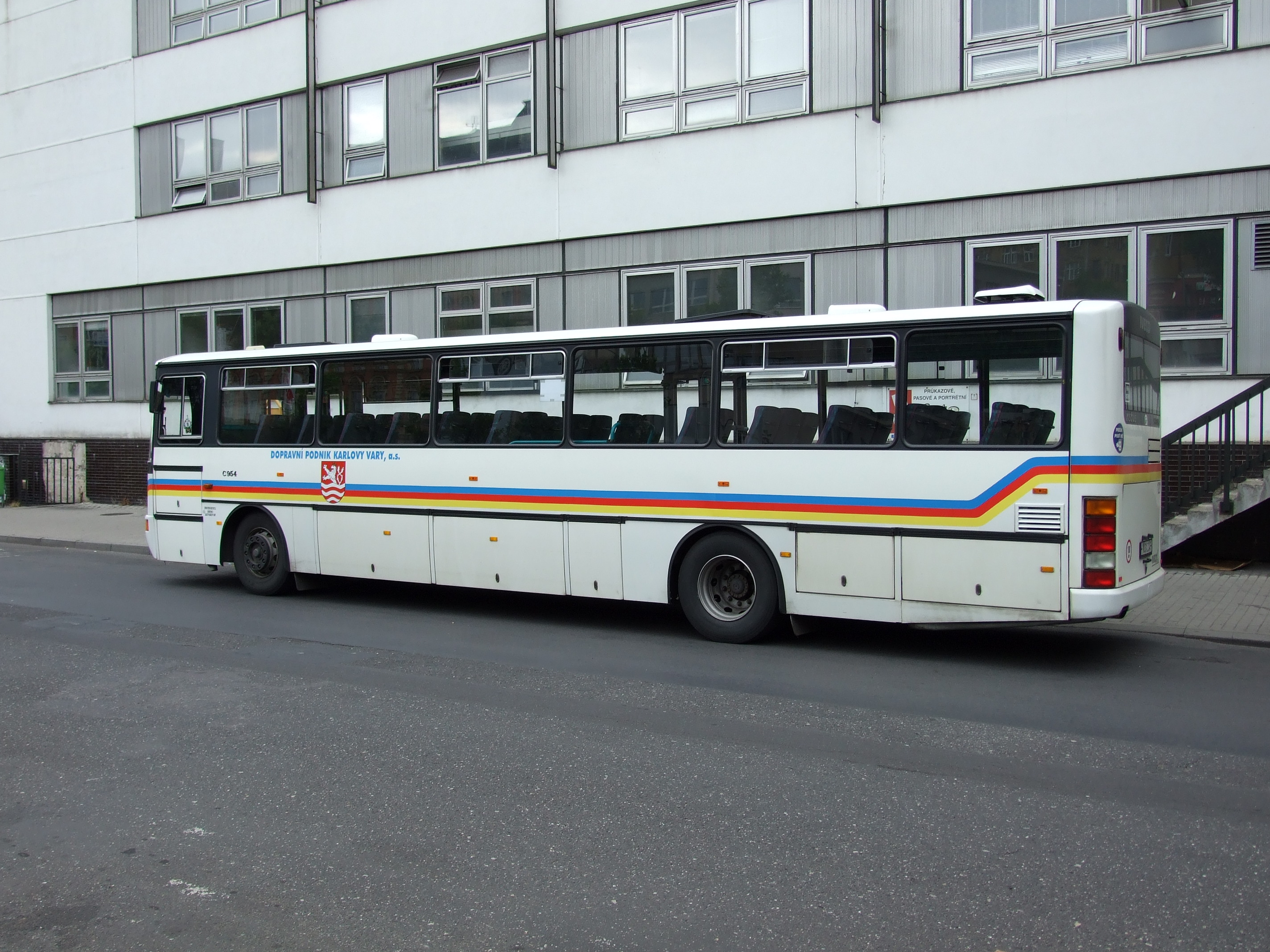
Karosa DPKV na Dolním nádraží

## Autobusová doprava
Dolní nádraží je výchozím a cílovým bodem všech meziměstských linek, které směřují do nebo z města. Pravidelné spojení je zajištěno zejména do okolních obcí v rámci Karlovarského kraje. Dálkové spoje jezdí do Prahy či Amsterdamu.
Na systém MHD navazovala linka Dopravního podniku s číslem 12, od 1. ledna 2009 byla nahrazena linkou č. 5. Linka č. 5 od 1. ledna 2015 přestala jezdit a byla nahrazena linkou č. 18.

## Uvažovaná přestavba
V srpnu 2010 město chystalo odkoupit 15 ha areálu Dolního nádraží od Českých drah a prodat jej společnosti Gamma Property z developerské skupiny Lordship, která jej měla společně s celým zanedbaným územím v obdélníku mezi Plynárenskou lávkou, Chebským mostem, Západní ulicí a řekou Ohří do deseti let přebudovat na novou čtvrť s obytnými domy, promenádou, obchody a službami. Do té doby Lordship koupil od Českých drah další pozemky v okolí nádraží.
Náměstek primátora Tomáš Hybner počítal s tím, že zde bude fungovat integrovaný terminál MHD, linkových autobusů a kolejové dopravy. Existoval záměr, podle nějž měl být současný terminál dálkových autobusů, umístěný pod úrovní nádraží, zastřešen a do nového patra, ležícího v úrovni nádraží, měl být přemístěn terminál MHD od Tržnice.
Investorská společnost Gamma Property však chystala přestavbu, v jejímž rámci železniční nádraží mělo být zredukováno na dvoukolejnou zastávku, v novější studii již jen jednokolejnou zastávku na jednokolejné trati a měl být zrušen terminál pro příměstskou autobusovou dopravu a místo něj měly být ponechány pouze čtyři zastávky (stání). Protože souběžně se kvůli dostavbě Národního domu uvažuje i o zrušení hlavního terminálu MHD u Tržnice, Svaz cestujících ve veřejné dopravě v březnu 2011 vyjádřil obavy z úplného vytěsnění veřejné dopravy z centra města. V červenci 2010 zveřejnil krajský úřad návrh železničního jízdního řádu, podle nějž měla být zastavena osobní doprava mezi horním a dolním nádražím, a uvažovalo se i o ukončení dálkové a příměstské autobusové dopravy v menších terminálech na okraji města, s návazností na MHD. Po medializaci záměru na zastavení železniční dopravy vznikla v Nejdku petice a železniční dopravu do centra města se podařilo zatím zachovat. Nové vedení města po komunálních volbách si vyžádalo přerušení procesu EIA a chce se otázkou dořešení dopravy znovu zabývat.